# Hôpital de Sainte-Marie-aux-Mines
L'Hôpital de Sainte-Marie-aux-Mines est un monument historique situé à Sainte-Marie-aux-Mines, dans le département français du Haut-Rhin.

## Localisation
Ce bâtiment est situé à Sainte-Marie-aux-Mines.

## Historique
L'édifice fait l'objet d'un classement au titre des monuments historiques depuis 1898.